# Terslev
Terslev ist ein Ort auf der dänischen Insel Seeland. Er gehört zur Gemeinde Faxe in der Region Sjælland und zählt 946 Einwohner (Stand 1. Januar 2023). Terslev liegt 7 km nördlich von Haslev und 14 km südlich von Ringsted.

## Entwicklung der Einwohnerzahl
| Jahr           | Einwohner |
| -------------- | --------- |
| 1. Januar 1976 | 338       |
| 1. Januar 1981 | 514       |
| 1. Januar 1986 | 595       |
| 1. Januar 1990 | 607       |
| 1. Januar 1996 | 737       |
| 1. Januar 2000 | 719       |
| 1. Januar 2004 | 734       |
| 1. Januar 2008 | 803       |
| 1. Januar 2009 | 882       |
| 1. Januar 2010 | 864       |

## Verwaltungszugehörigkeit
- bis 31. März 1966: Landgemeinde Terslev, Sorø Amt
- 1. April 1966 bis 31. März 1970: Landgemeinde Haslev, Sorø Amt
- 1. April 1970 bis 31. Dezember 2006: Haslev Kommune, Vestsjællands Amt
- seit 1. Januar 2007: Faxe Kommune, Region Sjælland